# Eiffage Construction
 (août 2023).
 (avril 2022).
La mise en forme du texte ne suit pas les recommandations de Wikipédia : il faut le « wikifier ».
Les points d'amélioration suivants sont les cas les plus fréquents. Le détail des points à revoir est peut-être précisé sur la page de discussion.
- Les titres sont pré-formatés par le logiciel. Ils ne sont ni en capitales, ni en gras.
- Le texte ne doit pas être écrit en capitales (les noms de famille non plus), ni en gras, ni en italique, ni en « petit »…
- Le gras n'est utilisé que pour surligner le titre de l'article dans l'introduction, une seule fois.
- L'italique est rarement utilisé : mots en langue étrangère, titres d'œuvres, noms de bateaux, etc.
- Les citations ne sont pas en italique mais en corps de texte normal. Elles sont entourées par des guillemets français : « et ».
- Les listes à puces sont à éviter, des paragraphes rédigés étant largement préférés. Les tableaux sont à réserver à la présentation de données structurées (résultats, etc.).
- Les appels de note de bas de page (petits chiffres en exposant, introduits par l'outil «  Source ») sont à placer entre la fin de phrase et le point final[comme ça].
- Les liens internes (vers d'autres articles de Wikipédia) sont à choisir avec parcimonie. Créez des liens vers des articles approfondissant le sujet. Les termes génériques sans rapport avec le sujet sont à éviter, ainsi que les répétitions de liens vers un même terme.
- Les liens externes sont à placer uniquement dans une section « Liens externes », à la fin de l'article. Ces liens sont à choisir avec parcimonie suivant les règles définies. Si un lien sert de source à l'article, son insertion dans le texte est à faire par les notes de bas de page.
- La présentation des références doit suivre les conventions bibliographiques. Il est recommandé d'utiliser les modèles {{Ouvrage}}, {{Chapitre}}, {{Article}}, {{Lien web}} et/ou {{Bibliographie}}. Le mode d'édition visuel peut mettre en forme automatiquement les références.
- Insérer une infobox (cadre d'informations à droite) n'est pas obligatoire pour parachever la mise en page.

Pour une aide détaillée, merci de consulter Aide:Wikification.
Si vous pensez que ces points ont été résolus, vous pouvez retirer ce bandeau et améliorer la mise en forme d'un autre article.
Eiffage Construction, société du groupe Eiffage, regroupe l'ensemble de ses activités de construction : bâtiment, immobilier, aménagement urbain, maintenance et travaux services.
L'entreprise comprend dix directions régionales en France. Elle est également présente dans sept pays européens :
- Belgique
- Luxembourg
- Pays-Bas
- Pologne
- Portugal
- Slovaquie

Eiffage Construction est le troisième constructeur français avec 11 285 collaborateurs et 3,7 milliards d'euros de chiffre d'affaires, soit 26 % de l'activité globale du groupe Eiffage (2016). Son siège social se trouve à Vélizy-Villacoublay, au nord du pôle technologique Paris-Saclay.

## Bâtiment
Eiffage Construction intervient à la fois sur la conception et sur la réalisation de bâtiments de types variés :
- immeubles de bureaux,
- commerces et industries,
- établissements scolaires (collèges, lycées, universités),
- établissements sécuritaires (commissariats, gendarmeries, pénitenciers),
- établissements sanitaires et médico-sociaux (hôpitaux, cliniques, Ehpad),
- établissements culturels et sportifs (bibliothèques, musées, salles de spectacle, multiplex, salles polyvalentes, etc.),
- équipements de traitement des eaux et des déchets,
- hôtels, logements sociaux et privés, résidences services et résidences étudiantes.

La société est également partenaire de l'État et de collectivités locales à travers plusieurs partenariats public-privé (PPP) dans plusieurs domaines : sécurité, défense, éducation, santé.

## Immobilier & aménagement urbain
Les treize filiales Eiffage Immobilier réparties sur le territoire national prennent en charge l'activité de promotion immobilière, tandis qu'Eiffage Aménagement s'occupe d'aménagement urbain.
Eiffage Immobilier intervient dans plusieurs domaines : résidentiel (logements, résidences spécialisées), immobilier d'entreprise (bureaux, locaux d'activités, plates-formes logistiques), urbanisme commercial, hôtellerie, etc.
Dans le domaine du logement, le promoteur immobilier investit plusieurs marchés : l'accession à la propriété, l'investissement locatif et le logement social, pour un volume d'environ 3 000 logements réservés (2010).

## Travaux et entretien
Avec 70 établissements en France, Eiffage Construction Services s'occupe de la maintenance de bâtiments de tout type et assure des prestations d'entretien et de travaux divers (rénovation, chantiers tous corps d'état).
La filiale Travaux services prend en charge la majeure partie des missions de maintenance et d'exploitation contractées dans le cadre des partenariats public-privé portés par Eiffage Construction.

## Réalisations

### Bâtiments construits pour l'État

#### Prisons
Eiffage est le constructeur des prisons de Roanne, Nancy, Corbas et Béziers.

#### Bâtiments fonctionnels
- DGGN

L'ancien siège de la DGGN, rue Saint-Didier (paris XVIe) est devenu trop petit et morcelé entre 11 sites répartis sur l'ensemble de la région parisienne. L'appel d'offre est remporté par un groupement Eiffage Construction / FORCLUM / ARTE CHARPENTIER pour la réalisation d'un nouveau bâtiment, répondant aux cibles HQE sur le site de l'ancien Fort d'Issy les Moulineaux (Hauts-de-Seine).
Le chantier a commencé à l'été 2009. La livraison, le 28 octobre 2011 dans les temps impartis, du siège de la Direction générale de la Gendarmerie Nationale marque "l'entrée des services de la Gendarmerie Nationale dans des locaux spacieux, adaptés à leur besoin" (selon les termes des représentants de la Direction Générale), et surtout centralisant l'ensemble des services sur un unique site.
- Hôpital Sud francilien (CHSF)

Construit à cheval sur la commune d'Evry et de Corbeil, il est une référence pour EIFFAGE dans le domaine du bâtiment Hospitalier.

## Histogramme du groupe
Le groupe Eiffage est le résultat d'une agrégation de plusieurs entreprises françaises de BTP dont la plus ancienne a été créée en 1844 :
- 1844 -  Création de l'entreprise Fougerolle - Philippe Fougerolle, maçon originaire de la Creuse, fonde l’entreprise familiale, qui participe à la réalisation du canal du Nivernais, long de 174 km, qui va nécessiter la construction de 116 écluses et 2 pont-aqueduc entre Saint-Léger-des-Vignes et Auxerre,
- 1863 - Fondation de l'entreprise Quillery - Paris se transforme sous l’action du Baron Haussmann. Émile Quillery, maçon berrichon, créée l’entreprise familiale à Saint-Maur-des-Fossés, dans le Val-de-Marne,
- 1880 - Fougerolle participe à la construction du tunnel ferroviaire du Saint-Gothard de 15 km, le plus long du monde jusqu'en 1906, pour la ligne ferroviaire Bâle-Milan,
- 1915 - Fougerolle participe à l’effort de guerre - En 75 jours, l'entreprise réussit à réaliser les travaux de doublement de la largeur du tunnel ferroviaire de Marseille-en-Beauvaisis de 362 mètres de longueur, dans l’Oise, pour permettre d'approvisionner les troupes britanniques qui luttent pour contenir les troupes allemands qui menacent la ligne Amiens-Paris,
- 1924 - Création de la société SAE - Le polytechnicien milanais Gino Valatelli et les frères Albert et Ernest de Marchena, fondent à Paris la "Société Auxiliaire d'Entreprises Electriques et de Travaux Publics", plus connue sous le nom de SAE. Figure emblématique, Gino Valatelli quitte ses fonctions de président-directeur général en 1965, après 40 ans d’activité,
- 1938 - La SAE livre le 1er tronçon de l’autoroute A13, à l'Ouest de Paris. C'est la première autoroute de France qui a mobilisé pendant 4 ans la plupart des 500 ouvriers de la SAE. Le 1er tronçon relie Saint-Cloud à Orgeval/Bois d’Arcy, en passant par le tunnel de Saint-Cloud (800 m). Prévue initialement en 1940, l’inauguration de l’autoroute n'aura lieu qu'après-guerre,
- 1944 - Fougerolle entreprend la reconstruction des ouvrages détruits pendant la guerre du port de Boulogne-sur-mer. Le chantier s’est étalé sur plus de 30 ans,
- années 1950 - Fougerolle construit le pont de Tancarville. Lors de sa mise en service en 1959 c'est le pont suspendu le plus long d'Europe avec 1.360 mètres de longueur. En 1958, la SNCT, future filiale de Fougerolle, construit le gros œuvre de la Maison de la Radio à Paris, constituée d'une tour de 68 mètres de hauteur en son centre et d'une couronne de 500 mètres de circonférence, conçue par l’architecte Henry Bernard,
- 1965 - L’entreprise André Borie, qui fusionnera avec SAE en 1980, dirige le groupement d'entreprises qui réalise la partie française du Tunnel du Mont-Blanc pour le compte de la STMB - Société du Tunnel du Mont-Blanc,
- 1974 - Livraison de la 1re aérogare de l'aéroport Paris-Charles-de-Gaulle. L’architecture du terminal 1, conçue par Paul Andreu, comporte un cylindre central et sept satellites formant une "pieuvre". La structure du bâtiment a été réalisée par un groupement d'entreprises mené par Fougerolle-Limousin,
- 1984 - Mise en service du Palais Omnisport de Paris-Bercy après quatre ans de travaux réalisés par les entreprises Fougerolle et Borie SAE pour construire cette salle couverte de 17 000 places,
- 1987 - Fougerolle réalise les ouvrages souterrains du CERN de Genève, un grand anneau de 27 km sous la frontière franco-suisse,
- 1987 - Après deux ans et demi de travaux, SAE livre le Kinémax, l’un des deux premiers pavillons du parc de loisirs Futuroscope,
- 1993 - Création du groupe Eiffage à la suite de l'union des sociétés Fougerolle et SAE,
- 1999 - Les filiales bâtiment et travaux publics du groupe Eiffage : Fougerolle, Quillery et SAE se regroupent pour former Eiffage Construction, qui devient ainsi un des principaux acteurs français du BTP. Plus tard, une nouvelle entité Eiffage Construction Travaux Publics – renommée Eiffage Infrastructures – est créée, qui regroupe les activités routières et génie civil,
- 2004 - Après 3 ans de travaux, inauguration du Viaduc de Millau, réalisé par Eiffage, retenu constructeur-concessionnaire du plus haut pont haubané du monde avec 270 mètres sous tablier qui franchit la vallée du Tarn sur 2 460 mètres de longueur,
- 2007 - Pose de la première pierre de l’hôpital Sud Francilien le 10 juillet 2007. Le CHSF Centre Hospitalier Sud Francilien, à Corbeil-Essonnes (Essonne), a été l’un des plus grands chantiers hospitaliers français de la décennie avec 110 000 m2 et 1 000 lits, construit par Eiffage avec un financement de type partenariat public-privé[4]. La date contractuelle d'ouverture de l'hôpital était fixée en janvier 2011 mais, alertée par l'apparent manque flagrant de respect des normes de sécurité sanitaire, la direction de l'hôpital demande une expertise indépendante, qui révèle plus de 8 000 malfaçons[5] et 130 points de graves non conformités alors que le constructeur réclame 100 millions d'€uros de surcoûts sur un prix initial de 344 millions. Le bâtiment est officiellement mis en service le 23 janvier 2012 avec 12 mois de retard[6],[7] et le partenariat public-privé est annulé le 11 mars 2014[8].
- 2012 - Rénovation de Hôtel-Dieu de Lyon - Les Hospices civils de Lyon (Rhône) ont confié à Eiffage Immobilier la réalisation du projet de reconversion d’un monument historique classé de 54 000 m2 dans le centre-ville de Lyon,
- 2014 - Tour Majunga à La Défense de 194 mètres, conçue par l'architecte Jean-Paul Viguier,
- 2016 - 140 logements construits en bois massif à Ris-Orangis (Essonne). Le plus grand bâtiment de logements en structure bois massif en France disposant du label BBCA (Bâtiment Bas Carbone),
- 2016 - La plus grande écluse du monde dans le port d’Anvers en Belgique. L’écluse Kieldrechtsluis mesure 500 m de longueur et 68 m de largeur nécessitant 22 000 tonnes d’acier et 795 000 m3 de béton,
- 2017 - Rénovation de la Grande Arche de la Défense 26 ans après sa construction. Projet du cabinet d'architecture Valode & Pistre, il a nécessité 27 mois de travaux pour permettre au public d’accéder au toit terrasse,